# Antonio García Gutiérrez
Pour les articles homonymes, voir Gutiérrez.
Antonio García Gutiérrez (Chiclana de la Frontera, 5 juillet 1813  - Madrid, 6 août 1884) était un poète et dramaturge romantique espagnol, auteur de nombreux drames dont Le Trouvère (1836) qui connut un grand succès. Ses comédies et ses œuvres lyriques sont considérées comme mineures.

## Biographie
Né à Chiclana de la Frontera en 1813, il abandonne ses études de médecine pour se consacrer à la littérature. 
Auteur dramatique, il se lia d’amitié avec Ventura de la Vega, Larra et Espronceda, entre autres écrivains romantiques. 
Il fut aussi diplomate en Angleterre, en France, en Suisse, à Cuba et au Mexique. Plus tard, il dirigea le musée archéologique de Madrid. 
Il doit sa renommée à sa première création « le Trouvère » (1836), qui inspira à Verdi son célèbre opéra « Il trovatore » (1853). Il fut nommé à l'Académie espagnole en 1862. 
Emilio Arrieta mit ses zarzuelas en musique, notamment « El grumete » (1864) et « La vuelta del corsario » (1865). Parmi son œuvre lyrique, citons son poème « ¡Abajo los Borbones! » (1868), très populaire. Il mourut à Madrid en 1884.

## Anecdote
Deux de ses pièces inspireront des opéras à Giuseppe Verdi :
- Il Trovatore (1853) ;
- Simon Boccanegra (1857).

## Œuvres
- El Encubierto de Valencia, Madrid : impr. de Yenes, 1840
- Poesías de D. Antonio García Gutiérrez, Madrid : impr. de Boix, 1840
- El caballero de industria : comedia original en tres actos y en verso, Don Antonio García Gutiérrez, Madrid : Impr. de Don Vicente de Lalama, 1841
- Discursos leídos ante la Real Academia Española en la recepción pública del Sr. D. Antonio García Gutierrez, el día 11 de mayo de 1862 : Discurso de D. Antonio García Gutierrez, Madrid : Real Academia Española, 1862
- Venganza catalana : drama en cuatro actos, Antonio Garcia Gutierrez, 9na ed., Madrid : Impr.J.Rodríguez, 1864
- Obras escogidas, Antonio García Gutierrez, Madrid : Impr. Rivadeneyra, 1866
- Noticia historico descriptiva del museo arqueológico nacional, publicada siendo director del mismo el excmo. señor Don Antonio García Gutierrez, Madrid : T. Fortanet, 1876
- El trovador : drama caballeresco en cinco jornadas, en prosa y verso, Don Antonio García Gutiérrez ; publícalo Adolfo Bonilla y San Martín, Madrid : Ed. Ruiz Hermanos, 1916
- Venganza catalana ; Suivi de Juan Lorenzo, Madrid : Ed. de La Lectura , 1925
- Venganza catalana ; Juan Lorenzo, Madrid : Espasa-Calpe, 1941
- El Trovador : Venganza catalana, Madrid : M. Aguilar, 1943
- Poesías ; selección y prólogo de Joaquín de Entrambasaguas, Madrid : Real Academia española , 1947
- Poesías de Antonio García Gutiérrez, selección y prólogo de Joaquín de Entrambasaguas, Madrid : Impr. de Aldus S.A. , 1947
- Venganza catalana ; Juan Lorenzo, Madrid : Espasa-Calpe, 1958
- Venganza catalana, Juan Lorenzo, Antonio Garcia Gutierrez, Madrid : Espasa-Calpe, 1958
- El Trovador : drama caballeresco en cinco jornadas, en prosa y verso, Antonio Garcia Gutierrez ; ed., prólogo y notas por José Hesse, Madrid : Aguilar, 1964
- El Trovador, Introd., edición y notas de Angel Raimundo Fernández González, Salamanca : Anaya , 1970
- El trovador, A. García Gutiérrez ; prólogo y notas de Joaquín Casalduero ; edición de L. A. Blecua, Barcelona : Ed. Labor, 1972
- El trovador : drama ; Los hijos del tío Tronera : drama, Madrid : Alhambra, 1979
- Teatro español, Miguel de Cervantes, Francisco Martínez de la Rosa, Antonio García Gutiérrez, Madrid : Ministerio de cultura, 1983
- Obras Escogidas, Don Antonio Garcia Gutierrez, Cadiz : Excma, 1984
- El Trovador, Antonio Garcia Gutiérrez ; ed. de Antonio Rey Hazas, Esplugues de Llobregat : Plaza y Janès, 1984
- El page y el rey Monge, Antonio García Gutiérrez ; ed. introd. y notas de Carmen Iranzo, Valencia : Albatros, 1992

Il adapta en espagnol, des œuvres de Scribe et d'Alexandre Dumas père.
Traductions de Gutiérrez
- Calígula : drama en cinco actos precedido de un prólogo, Alejandro Dumas ; traducido por Antonio García Gutiérrez, Madrid : Impr. de Yenes, 1839

Traduction en français
- Le Trouvère : opéra en quatre parties, musique de Giuseppe Verdi ; livret de Salvatore Cammarano, complété après sa mort par Leone Emanuele Bardare basé sur la pièce espagnole El Trovador d'Antonio Garcia Gutiérrez ; nouvelle traduction française de Michel Orcel ; commentaire musical et littéraire de Bruno Poindefert, Paris : Premières Loges , 1990